# 빌헬름 쿠베

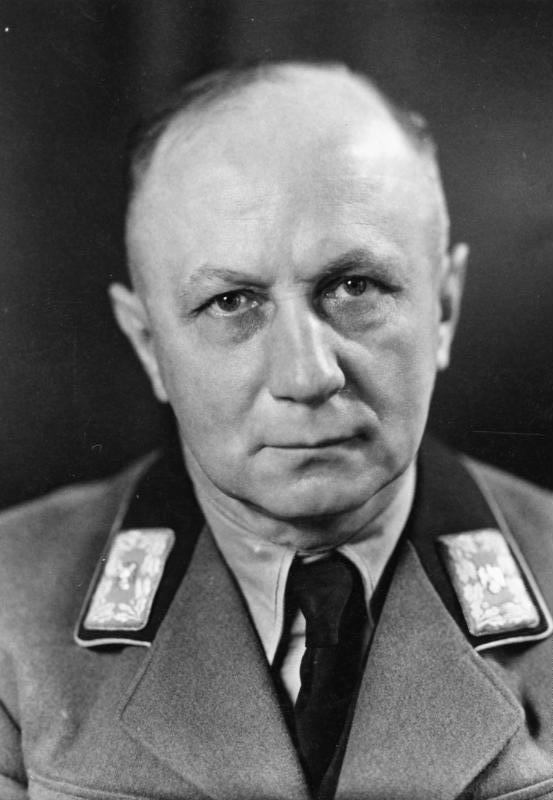

빌헬름 쿠베(Wilhelm Kube, 1887년 11월 13일 – 1943년 9월 22일)는 나치 관리이자 독일 정치인이었다. 나치 통치 초기에 독일 기독교 운동에서 중요한 인물이었다. 전쟁 중에 그는 소련 점령 정부의 고위 관리가 되어 벨로루시 일반 지구(Generalbezirk Weißruthenien)의 사무총장(Generalkommissar) 직위를 얻었다. 홀로코스트에 가담한 후 1943년 민스크에서 소련 빨치산에 의해 암살당했고, 이로 인해 도시 시민들에 대한 잔혹한 보복이 촉발되었다.
극단적인 반유대주의자이자 유대 민족을 상대로 한 수많은 전쟁 범죄에 가담한 그는 유대인에 대해 다음과 같이 말한 것으로 알려져 있다. "인류에게 전염병과 매독이 있는 것은 백인 종족에게 있어서 유대인이다." 그러나 쿠베는 민스크에서 통치하는 동안 독일 유대인을 근절로부터 보호하기 위해 노력했지만 일반적으로 성공하지 못한 방식으로 독일 유대인을 향해 상대적으로 온화한 방식으로 행동했다. 민스크에 관해서는 그는 도시를 평탄화하고 아스가르드(Asgard)라고 불리는 독일 정착지로 대체할 계획을 세웠다.